# 市営松原海水浴場

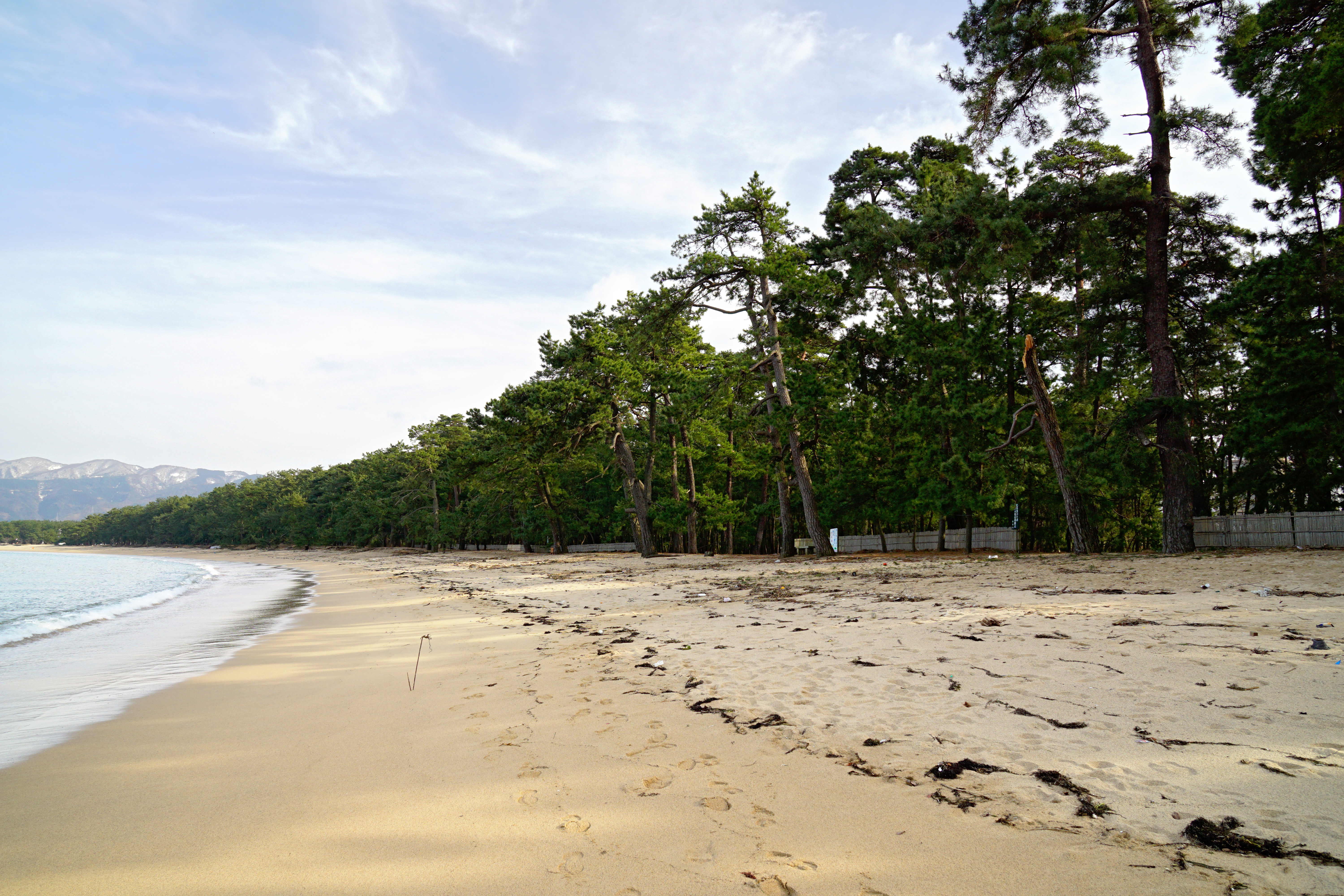
市営松原海水浴場（背景は気比の松原〈気比松原〉）

市営松原海水浴場（しえいまつばらかいすいよくじょう）は、福井県敦賀市にある海水浴場である。気比松原海水浴場（けひのまつばらかいすいよくじょう）ともいう。

## 特徴
三保の松原、虹の松原と並ぶ日本三大松原の一つ、気比の松原（気比松原）を背景にした1.5 kmにもおよぶ白い砂浜のビーチである。「日本の白砂青松100選」にも選ばれた海水浴場に、水上すべり台やフロートデッキなど子ども向けの設備もあり、夏になれば、海水浴場として京阪神や中京方面からの浴客で賑わう。また、遊歩道も整備され、市民の憩いの場となっている。
なお、毎年8月16日にはとうろう流しと大花火大会がここで開催される。

## 施設概要
期間
- 7月中旬 - 8月下旬頃まで（※開設期間は年によって異なる）。

（例：2023年は7月15日 - 8月20日）
営業時間
- 8時30分 - 17時00分[3]

駐車場
- 700台[2]

## アクセス
交通機関
- JR（北陸新幹線・北陸本線・小浜線）、ハピラインふくい 敦賀駅
  - 敦賀市コミュニティバス
    - 常宮線、松原線、中郷木崎線
      - 「気比の松原」停留所下車、徒歩約3分。

    - ぐるっと敦賀周遊バス（観光ルート）
      - 「松原海岸」停留所下車、徒歩約1分。

自動車
- 北陸自動車道
  - 敦賀ICから約15分。
- 舞鶴若狭自動車道
  - 敦賀南スマートIC（ETC搭載車専用）から約18分。
- 国道8号
  - 敦賀バイパス
    - 余座ランプから約12分。

  - 敦賀市街地（本町（）・元町（）方面）
    - 気比神宮交差点から約6分。
- 国道476号
  - 曙交差点（国道8号(市街地区間)の交点）から約8分。
- 国道27号（金山バイパス）
- 福井県道142号松島若葉線
- 福井県道210号余座若葉線
  - 若葉交差点（金山バイパスと福井県道142号線・福井県道210号線の交点）から約8分。

タクシー
- 敦賀駅から約10分。